# Metropolia Oviedo
Metropolia Oviedo – metropolia Kościoła rzymskokatolickiego w Hiszpanii. Składa się z metropolitalnej archidiecezji Oviedo i trzech diecezji. Została ustanowiona 27 października 1954. Od 2009 godność metropolity sprawuje abp Jesús Sanz Montes.
W skład metropolii wchodzą:
- archidiecezja Oviedo,
- diecezja Astorgi,
- diecezja Leónu,
- diecezja Santanderu.